# Gustiana figuralis
Gustiana figuralis là một loài bướm đêm trong họ Noctuidae.